# Hylocomium varians
Hylocomium varians là một loài Rêu trong họ Hylocomiaceae. Loài này được Mitt. mô tả khoa học đầu tiên năm 1891.